# 第20S飛行中隊
第20S飛行中隊（だい20Sひこうちゅうたい、フランス語: Escadrille 20S）は、フランス海軍航空隊の一つ。

## 配備基地
- サン＝ラファエル海軍航空基地（1956年2月 - 1991年1月）

## 装備機
- シュド アルエートII
- シュド アルエートIII
- シュド シュペル・フルロン
- アグスタウェストランド リンクス